# Tumlerier. Et studie i bevægelse
|  | Denne artikel er oprettet af botten PalnaBot ud fra en ekstern database. Den kan derfor have sproglige fejl eller mangler. Denne skabelon kan fjernes efter kontrol af indholdet. |

Tumlerier. Et studie i bevægelse er en film instrueret af Lise Roos efter manuskript af Lise Roos.

## Handling
I forbindelse med filmen "Kan man klippe i vand?" er der udarbejdet fire tematiske film, som kan betragtes som debatoplæg om mere specielle emner. En film der påpeger, hvor meget vi til dagligt undertrykker små børns naturlige trang til kropslige udfoldelser.